# Abantiades hyalinatus
Abantiades hyalinatus är en fjärilsart som beskrevs av Gottlieb August Wilhelm Herrich-Schäffer 1853. Abantiades hyalinatus ingår i släktet Abantiades och familjen rotfjärilar. Inga underarter finns listade i Catalogue of Life.

## Bildgalleri

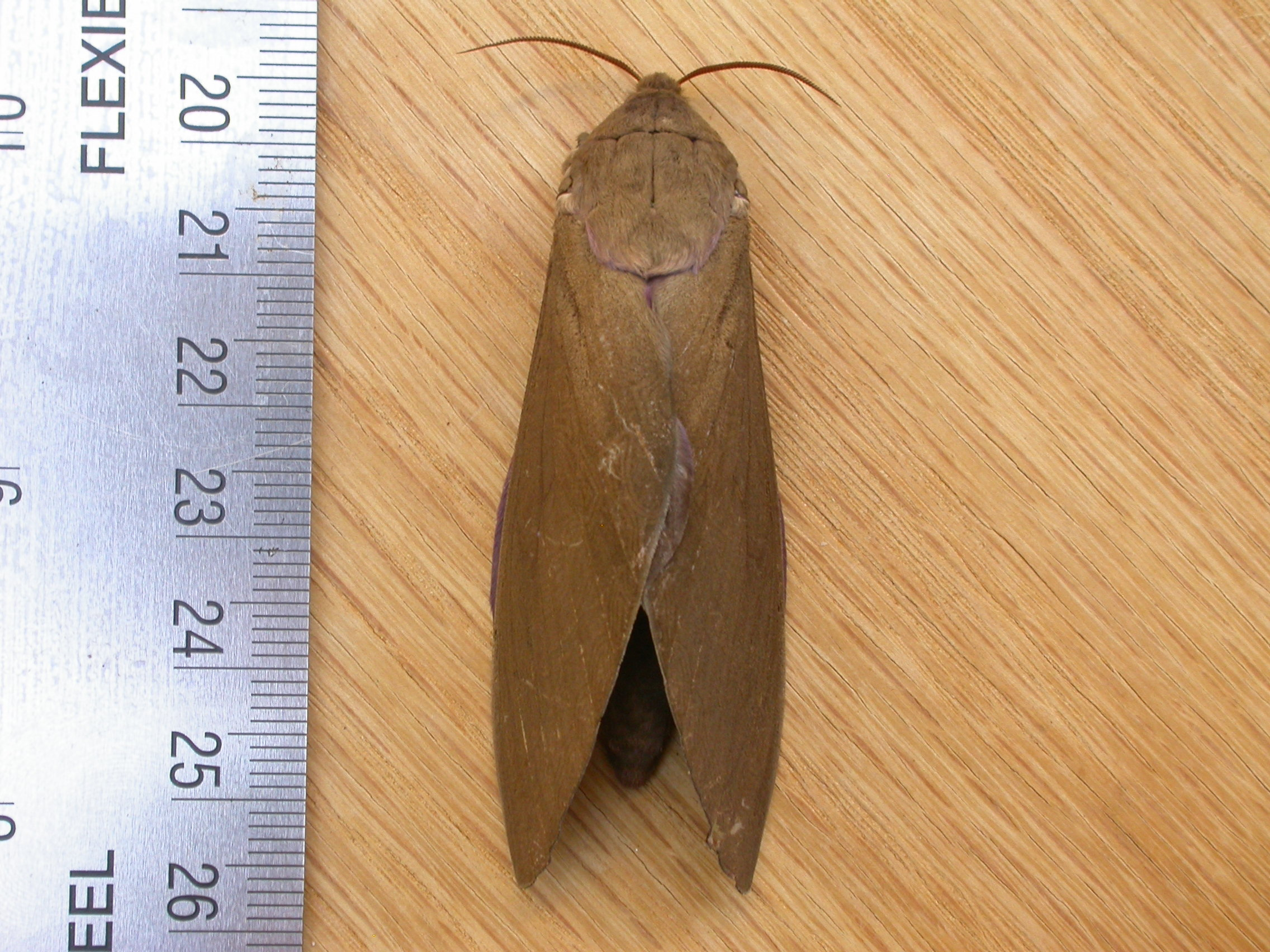
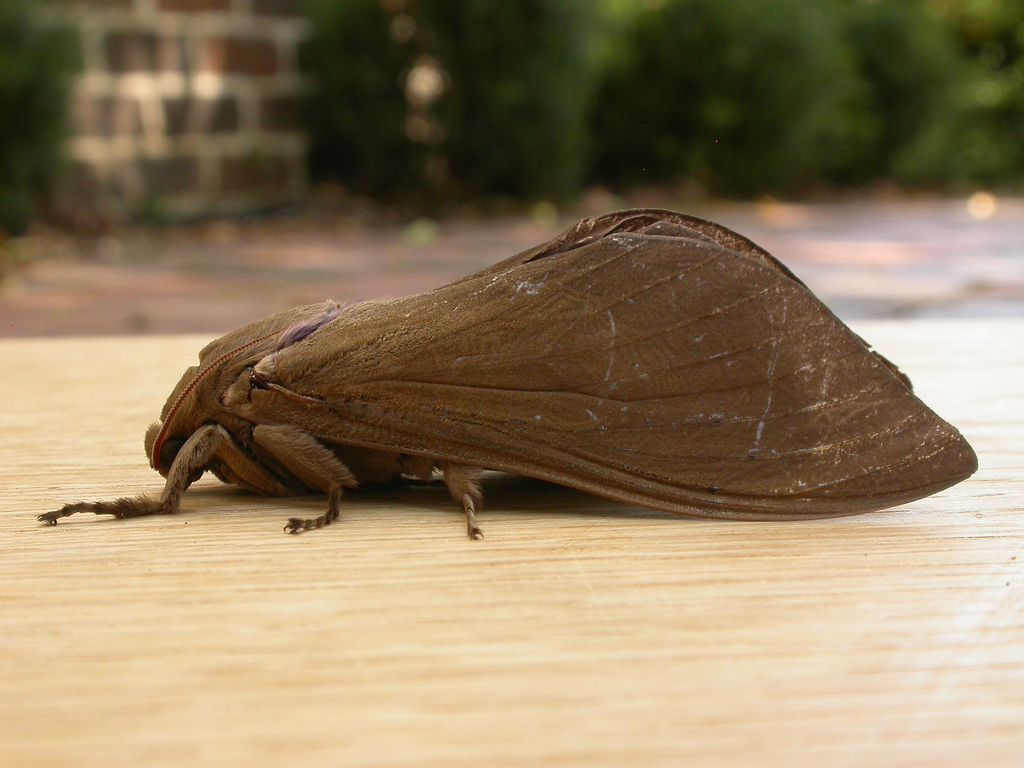
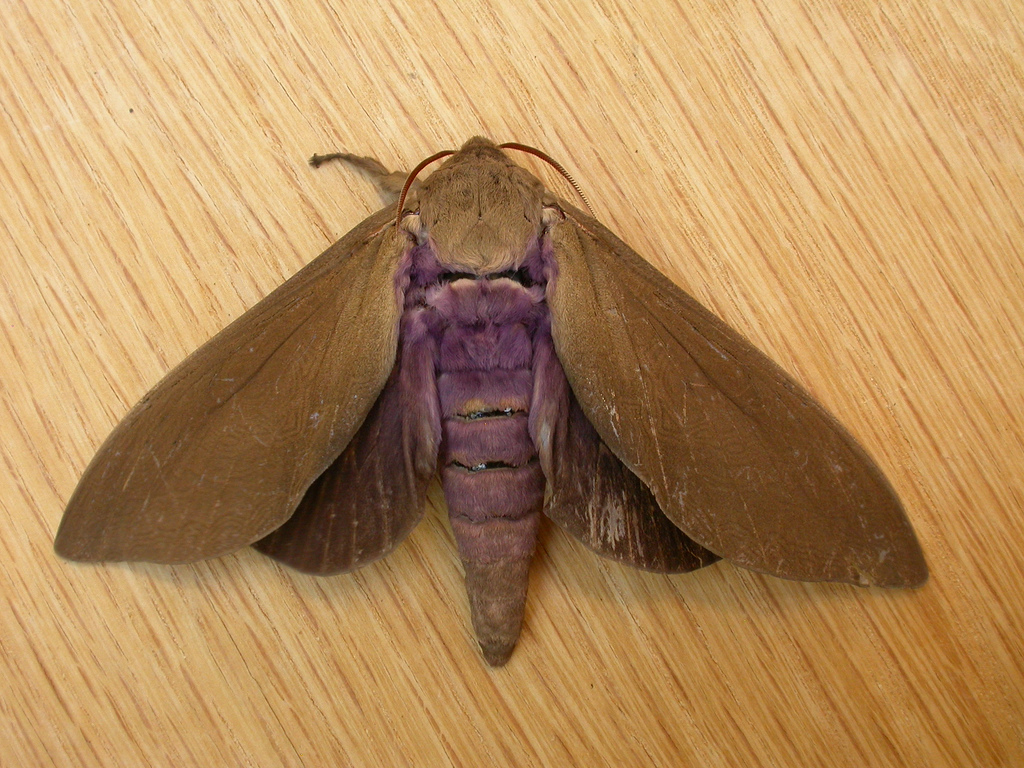
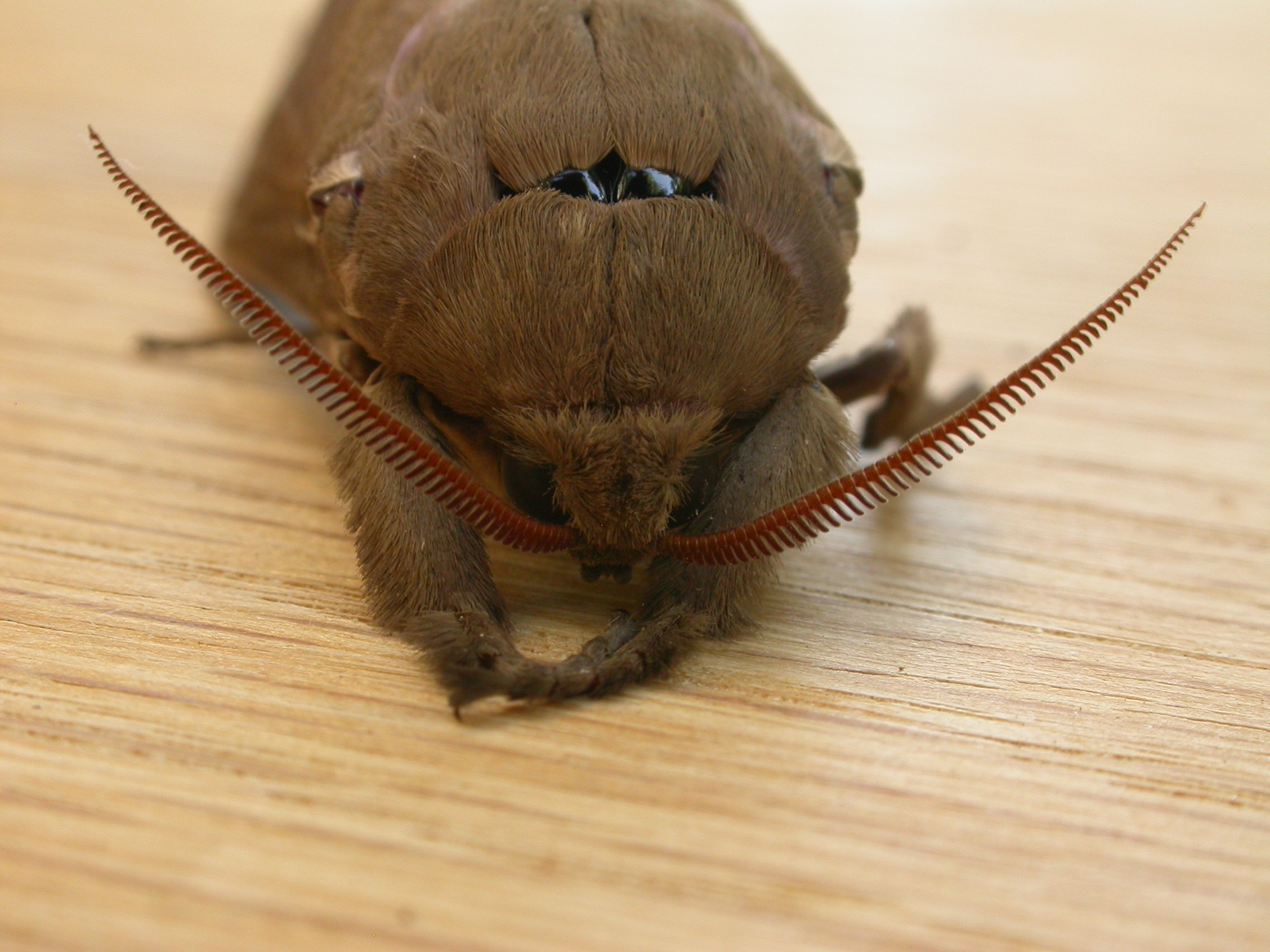
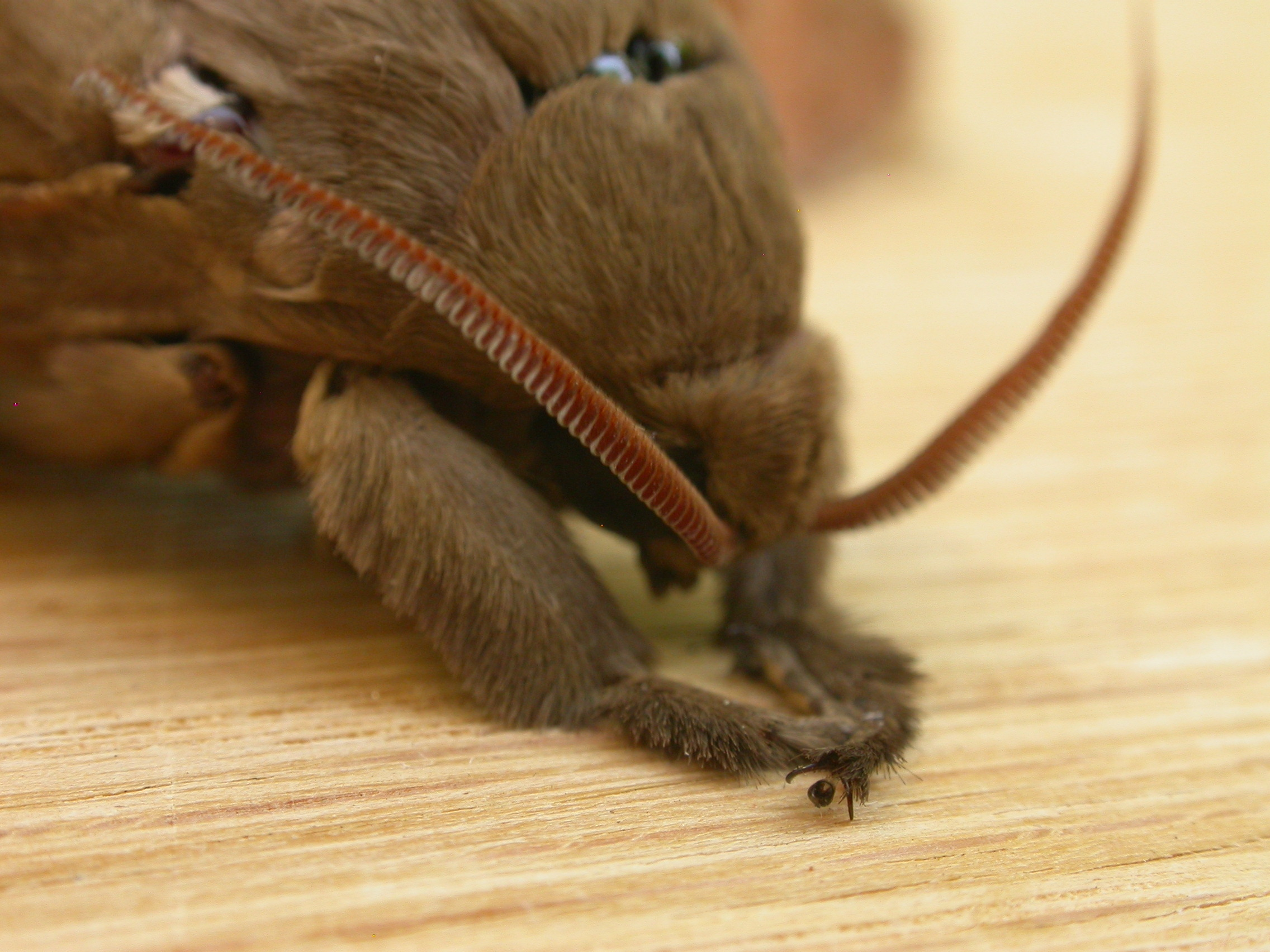
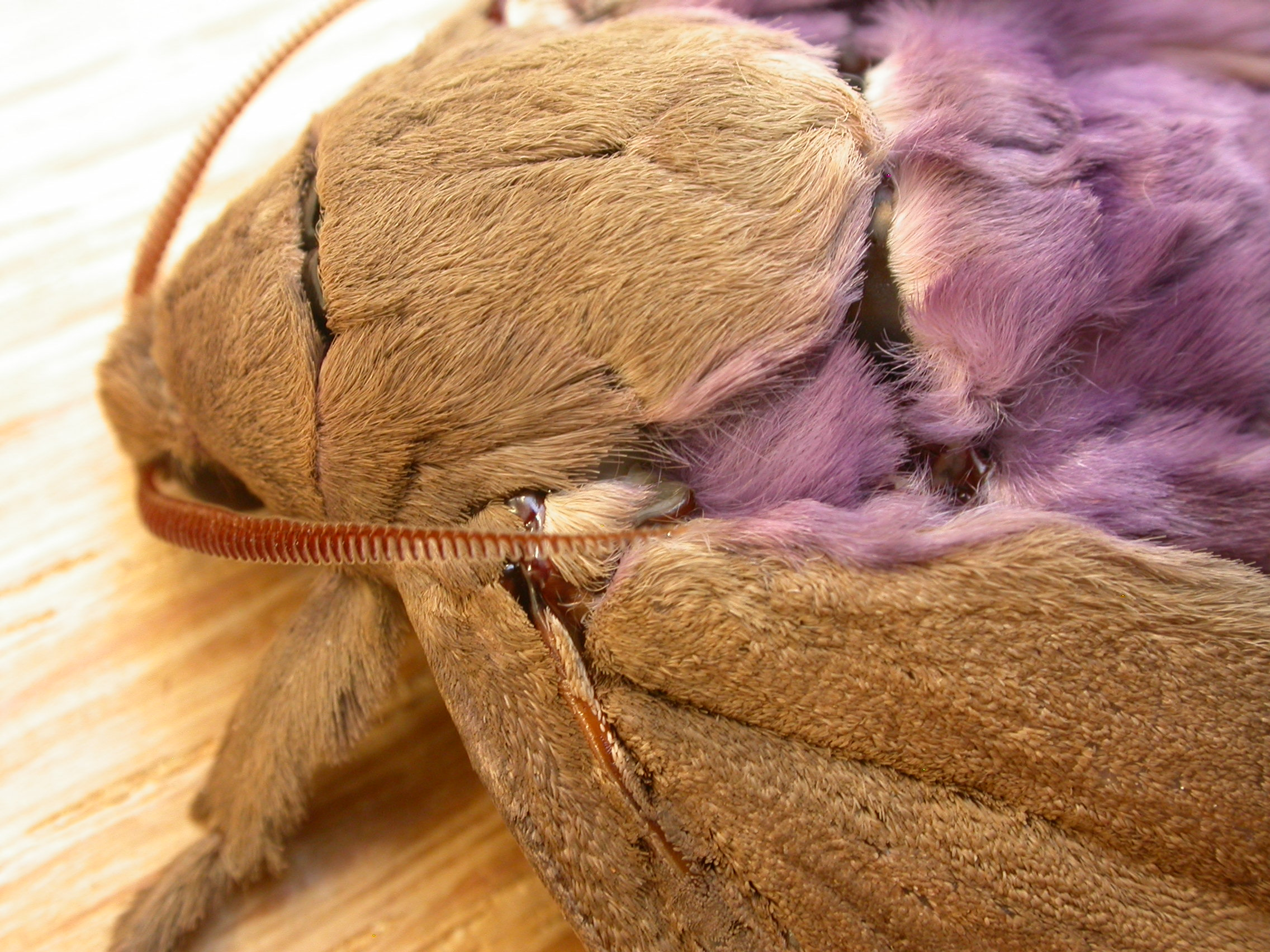